# Reparación de las válvulas cardíacas
La reparación de las válvulas cardíacas es una técnica quirúrgica utilizada para arreglar los defectos de las válvulas cardíacas en las enfermedades cardíacas valvulares, y proporciona una alternativa a la sustitución de la válvula. Sin más especificaciones, se refiere a la reparación de la válvula nativa del corazón, más que a la reparación de una válvula artificial. 

## General
La valvuloplastia es el ensanchamiento de una válvula estenótica usando un catéter con globo. Los tipos incluyen: 
- Valvuloplastia aórtica en reparación de una válvula aórtica estenótica
- Valvuloplastía mitral en la corrección de una valvuloplastía mitral no complicada

### Valvulotomía<
La comisurotomía de las válvulas cardíacas se llama valvulotomía. 

## Por válvula

### Reparación de la válvula mitral
La reparación de la válvula mitral se usa principalmente para tratar la estenosis (estrechamiento) o la regurgitación (fuga) de la válvula mitral. 

### Reparación valvular aórtica
La reparación de la válvula aórtica es un procedimiento quirúrgico utilizado para corregir algunos trastornos de la válvula aórtica como alternativa al reemplazo de la válvula aórtica.  La reparación de la válvula aórtica se realiza con menos frecuencia y es más difícil técnicamente que la reparación de la válvula mitral. Existen dos técnicas quirúrgicas para la reparación de la válvula aórtica: 
- La técnica de reimplantación (procedimiento de David )
- La técnica de remodelación (procedimiento de Yacoub)

### Reparación de la válvula tricúspide
La reparación de la válvula tricúspide se usa para corregir la insuficiencia tricúspide.

## Historia
Las dos primeras valvuloplastias fetales percutáneas con globo guiado por ultrasonido, un tipo de cirugía en el útero para la obstrucción severa de la válvula aórtica, fueron reportadas en 1991.